# 台北書展基金會
財團法人台北書展基金會（英語：Taipei Book Fair Foundation，TBFF）是因為台北國際書展在長期沒有常設的籌展單位下，自從行政院新聞局接掌主辦權後，為了要讓展覽的承辦單位有常設性，而由台灣的各家出版商組成的財團法人組織，並且自2005年起，成為台北國際書展的常設主辦單位。
由於2003年12月，郝明義在中國時報刊登公開信，呼籲行政院新聞局必須要讓台北國際書展有常設單位。因此，財團法人台北書展基金會應運而生，並且經過各出版社的集資下，於2004年3月4日正式成立。

## 緣起與經過

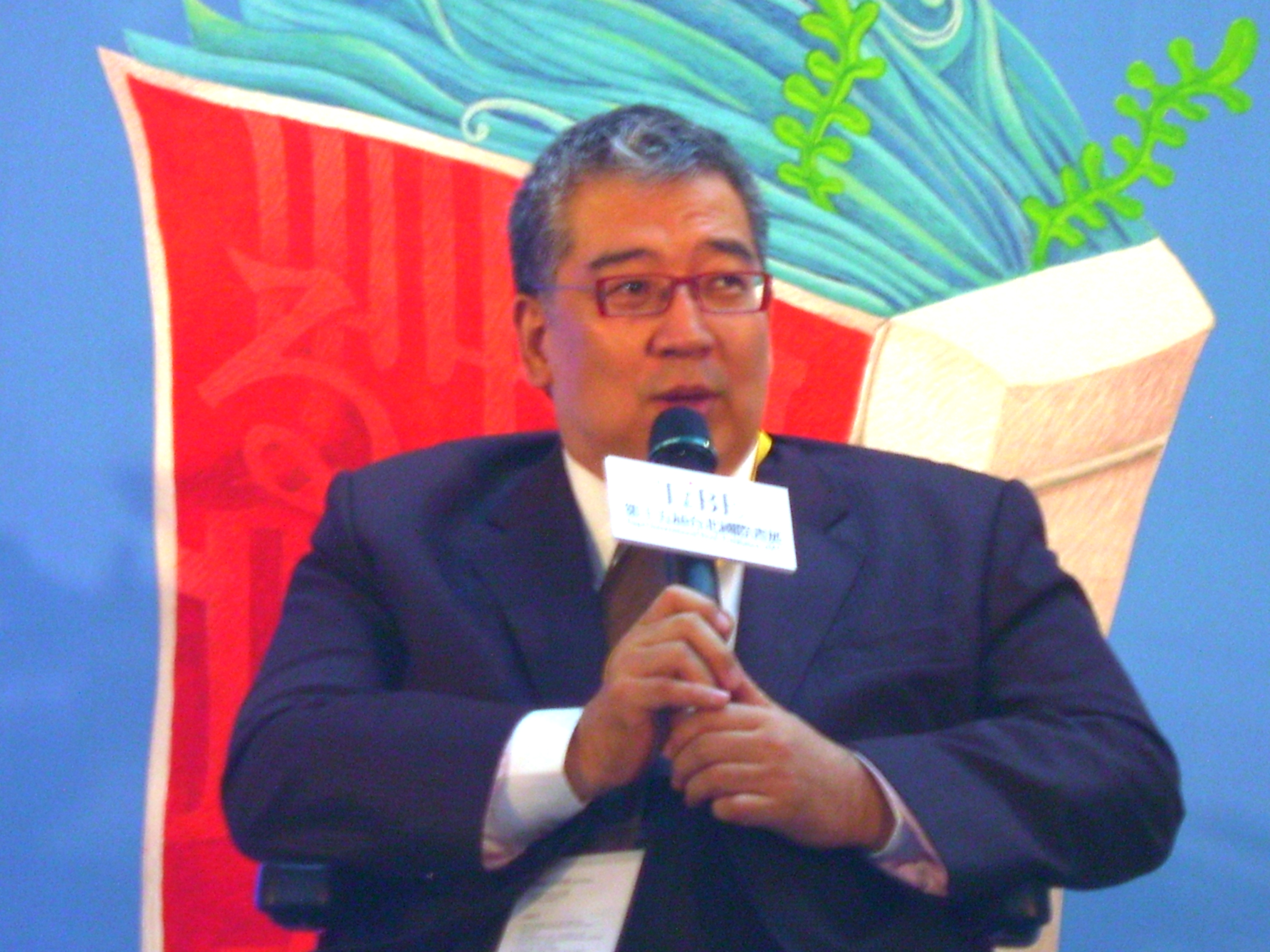
台北書展基金會發起人郝明義，因為在2003年12月8日於中國時報刊登公開信，而讓出版界重視台北國際書展的重要性。

自第六屆台北國際書展起，展覽的籌備相關業務都是由台北市出版商業同業公會和新學友書局聯手合作。而之後，大多數廠商也認為台北國際書展應該要有常設型的機構來統籌相關事宜。因此，第八屆開始，各家出版業者合資成立中華圖書出版事業發展基金會，並自第八屆起承接台北國際書展的相關業務。
但是，因為中華民國《政府採購法》規定接受政府補助達新臺幣一百萬元的活動都必須公開遴選主辦單位，因此雖然第十一屆仍由中華圖書出版事業發展基金會承接展覽業務，但第十二屆時城邦文化因為「創意」的計畫得標，成為台北國際書展第一次由民間的出版公司承接展覽業務的案例。
然而，因為這個緣故，大塊文化董事長郝明義抨擊行政院新聞局的此種做法會使台北國際書展「走回頭路」，並且認為民間出版社獨立舉辦並不洽當；次之，遠流出版公司董事長王榮文也認為，台北國際書展應該發揮「高度公益性」與「長期持續性」的特色，甚至認為不應該用公開招標的方式，因為這樣會使得展覽沒有系統性。
於是，第十二屆（2004年）台北國際書展舉辦前，台中市長胡志強公開呼籲政府，應該要讓台灣的出版商聯合組成一個辦理台北國際書展的常設單位。2004年3月4日，台北書展基金會正式成立，並且在第十二屆台北國際書展期間獲得未來常設主辦書展的資格。

## 發展目標
藉由承辦台北國際書展，以達成三項重要目標：
- 促成「國際交流」：透過每年設置的國家主題館，進而達成版權和商機的交換，以促進各國之間的文化交流。
- 提升「出版機能」：透過B2B市場的開發、出版人才的培訓、以及舉辦各項和出版界相關之研討會活動，藉以提昇出版業界的應有機能。
- 開展「閱讀生活」：提倡家庭閱讀風氣，並使讀者年齡層降低，進而將新型態的閱讀風氣帶入社會。

## 發展歷史
2003年
- 行政院新聞局公佈第十二屆台北國際書展得標的主辦單位為城邦文化，引發大塊文化董事長郝明義與遠流出版公司董事長王榮文的強烈譴責，認為書展不應當由民間出版社獨立辦理，更不應該常常招標主辦單位[3]。
- 郝明義向當時的行政院新聞局局長黃輝珍遞出的公開信，要求行政院新聞局必須讓台北國際書展有一個常設單位來固定承接相關業務；也由於《中國時報》於12月8日公佈了公開信的完整內容[1]，新聞局宣布要在一年內擬定方案，解決台北國際書展設置常設單位的問題[4]。

2004年
- 1月9日，九歌出版社、三思堂、大塊文化、天下雜誌、天下遠見出版、心靈工坊文化公司、台灣角川、台灣東販、全佛、希代書版、和英、信誼文化、城邦文化、皇冠文化、時報文化、書林出版、遠流出版公司、聯經出版事業公司等出版社，組成台北書展基金會籌備會[5]。
- 1月15日聯手集資新台幣一千萬元，作為台北書展基金會的發展基金[5]。
- 在台北國際書展的記者會中，黃輝珍表示，台北國際書展需要有常設機構，才能提升展覽的品質。
- 1月19日，為了《政府採購法》修正案，詹宏志、郝明義、林載爵、林馨琴、張杏如、金玉梅等人拜會新聞局；新聞局出版事業處處長鍾修賢向媒體表示，會考慮台北國際書展設置常設主辦單位的可能性。
- 3月4日，台北書展基金會獲得法人許可證書，並正式對外宣布成立，首任董事長為郝明義，執行長為林佳蓉[6][4]。
- 4月21日，第十三屆（2005年）─第十五屆（2007年）台北國際書展招標公佈，台北書展基金會獲得行政院新聞局許可，取得首先議約資格[7]。
- 5月19日，與行政院新聞局透過契約書的簽訂，正式成為台北國際書展的承辦單位。

2007年
- 第十五屆台北國際書展閉幕，林載爵接任台北書展基金會董事長[8]。

## 歷任董事長
- 郝明義（2004年─2007年）
- 林載爵（2007年─2010年）
- 王榮文（2010年─2013年）
- 王桂花（2013年就任，目前為現任董事長）

## 腳注
1. 1 2  （中文）郝明義（大塊文化公司董事長）. . 時論廣場 (中國時報). 2003年12月8日: A15.
2. ↑  （英文）. {{subst:PAGENAME}}.   [2007年2月7日]. （原始内容存档于2007年9月27日）.
3. ↑  （中文）陳宛茜. . 文化 (聯合報). 2003年3月27日: 24.
4. 1 2  （中文）陳宛茜. . 文化 (聯合報). 2003年12月9日: B6.
5. 1 2  （中文）陳宛茜. . 文化 (聯合報). 2004年1月20日: A12.
6. ↑  （中文）陳姿羽. . 讀書人首頁 (聯合報). 2004年3月7日: B4.
7. ↑  （中文）徐開塵. . 文化新聞 (民生報). 2004年4月22日: A13.
8. ↑  （中文）陳宛茜. . 生活 (聯合報). 2007年2月5日: A9  [2007年2月7日]. （原始内容存档于2007年2月20日）.

## 外部連結
- 台北書展基金會大事記 （页面存档备份，存于）